# Microtus dukecampbelli
Microtus dukecampbelli és una espècie de talpó endèmica de Florida (Estats Units).

## Taxonomia
Anteriorment es pensava que era coespecífic amb M. pennsylvanicus, però estudis genètics més recents han indicat que és basal respecte a M. pennsylvanicus i M. drummondi, així que és una espècie a part.

## Distribució
El registre fòssil i subfòssil indica que solia tenir una àmplia distribució arreu del sud-est dels Estats Units, però 5.000 anys enrere esdevingué una espècie poc comuna limitada a Florida a causa de canvis climàtics que convertiren herbassars en boscos. Avui en dia està restringit a un sol mareny de la badia del Waccasassa, al comtat de Levy.

## Hàbitat
Es troba en un mareny alt de transició, prop de les vores de zones de Juncus roemerianus en àrees de Distichlis spicata. Sembla que evita les zones dominades per Spartina alterniflora.

## Amenaces
És un dels mamífers més amenaçats, restringits i poc coneguts de Nord-amèrica. L'extrema petitesa de la seva distribució el fa molt susceptible a extingir-se per culpa dels efectes del canvi climàtic, incloent-hi les tempestes tropicals violentes, huracans i potencialment la pujada del nivell del mar.